# Berliner-Joyce
Berliner-Joyce Aircraft Coporation grundades i februari 1929 av Henry Berliner, med målsättningen att tillverka Berliner-monoflygplan, redan 1930 övertogs företaget av North American Aviation. 
När US Army inbjöd till en konstruktionstävling för ett nytt dubbeldäckat jaktflygplan övergavs planerna på ett monoplan och man satsade på biplanskonstruktionen P1-6.

## Flygplanskonstruktioner från Berliner-Joyce
- Berliner-Joyce FJ
- Berliner-Joyce F2J
- Berliner-Joyce OJ-2
- Berliner-Joyce P-16
- Berliner-Joyce XP-13 Viper